# Мсцюв
Мсцюв (пол. Mściów) — село в Польщі, у гміні Двікози Сандомирського повіту Свентокшиського воєводства.
Населення — 844 особи (2011).
У 1975-1998 роках село належало до Тарнобжезького воєводства.

## Демографія
Демографічна структура на день 31 березня 2011 року:
|          | Загалом | Допрацездатний вік | Працездатний вік | Постпрацездатний вік |
| -------- | ------- | ------------------ | ---------------- | -------------------- |
| Чоловіки | 411     | 93                 | 290              | 28                   |
| Жінки    | 433     | 73                 | 241              | 119                  |
| Разом    | 844     | 166                | 531              | 147                  |